# Rhodobates nodicornella
Rhodobates nodicornella är en fjärilsart som beskrevs av Hans Rebel 1911. Rhodobates nodicornella ingår i släktet Rhodobates och familjen äkta malar.
Artens utbredningsområde är Libanon. Inga underarter finns listade.